# Patxi Saez Beloki
Patxi Saez Beloki, nascido em Beasain, Guipúscoa (País Basco) a 8 de março de 1964, é um sociolinguista basco membro da Real Academia da Língua Basca (Euskaltzaindia). É licenciado em Ciências Sociais e da Informação e Especialista em Planejamento de linguagem pela Universidade do País Basco.

## O Paradigma da Carroça
Em 12 de fevereiro de 2016, em Bilbau, na sede oficial da Real Academia da Língua Basca, perante mais de uma centena de académicos, investigadores e especialistas da língua basca, apresentou pela primeira vez o Paradigma da Carroça, também chamado Paradigma da Necessidade Natural.
O Paradigma da Carroça propõe um novo paradigma sociolinguístico para a revitalização das línguas minoritárias. É um arquétipo ou padrão teórico que articula a carroça da revitalização das línguas naturais sobre duas rodas motrizes — uma de aquisição da linguagem e outra de seu uso— que giram simultaneamente sobre um mesmo eixo alimentando-se uma da outra. A força motriz da carroça da revitalização da linguagem é a necessidade vital e funcional de usar da linguagem como um instrumento de comunicação social para satisfazer as necessidades humanas. É assim que o construção teórica do Paradigma da Carroça está interligada com a Pirâmide de Maslow ou hierarquia das necessidades humanas.
Como determinado por este quadro teórico, a revitalização linguística de cada língua deve começar por atender e satisfazer, em primeiro lugar, as necessidades humanas mais básicas e primitivas de comunicação eficaz e afectiva do indivíduo (como as relações mãe-filho e familiares, bem como as relações mais íntimas de amizade e companheirismo). Após atender às necessidades vitais de comunicação da primeira socialização do indivíduo, a revitalização linguística deve concentrar-se nas necessidades naturais de comunicação da segunda socialização, como a educação e a culturalização do indivíduo, em que agentes socializadores tão importantes como a escola e os meios de comunicação desempenham um papel muito importante, como a Internet e as redes sociais. Finalmente, segundo o Paradigma da Carroça, a actividade humana por excelência, intimamente ligada à evolução social e transversal a todas as necessidades humanas, é o trabalho. Com o trabalho, desde a necessidade humana mais primitiva, como a necessidade vital de alimentos, até a mais complexa ou sofisticada, como a auto-realização do ser humano, localizada no topo da Pirâmide de Maslow, é satisfeita. Portanto, a recuperação eficaz de qualquer língua, como instrumento de comunicação social, culmina na normalização da língua no trabalho, uma actividade central da organização social do indivíduo.